# Śródmieście (Kłodzko)
Śródmieście – część miasta Kłodzko, położona w województwie dolnośląskim, w powiecie kłodzkim.